# بثنال گرین
longitudeبثنال گرینlatitudeبثنال گرین
بثنال گرین (به انگلیسی: Bethnal Green) یک ناحیه در لندن است که در منطقه تاور هملتس لندن واقع شده‌است.
ایستگاه متروی بثنال گرین در این ناحیه قرار دارد.

## خواهرخوانده
شهر اش-سور-آلزت خواهرخواندهٔ بثنال گرین هست.